# 托倫·瓊斯
托倫·洛倫佐·瓊斯（1994年10月28日—）為美國男子籃球運動員。
2012年夏天瓊斯從多布森高中轉學就讀預備學校拉盧米埃爾學校，2012年10月瓊斯承諾就讀密苏里大学，這是密苏里大学所獲得的第四個2013年梯次的就讀承諾，瓊斯大二轉往米德蘭學院就讀，大三來到加州州立大學弗雷斯諾分校。2016年1月28日，瓊斯因持有阿普唑仑以及大麻被警方傳喚。瓊斯缺席大三球季最後14場比賽，2016年4月22日被踢出球隊。大學生涯最後一年瓊斯來到威廉佩恩大學，球隊最終止步於NAIA半決賽，瓊斯投入2017年NBA选秀但落選，但獲得了來自阿瓜卡連特快艇的試訓機會，被阿瓜卡連特快艇釋出後瓊斯輾轉效力麥地那奧胡德以及奧爾伯里沃東加強盜，2020年2月加盟聖克魯斯勇士。2022年1月超級籃球聯賽裕隆納智捷完成瓊斯的登錄手續。瓊斯最終收穫第19季SBL得分王以及年度第一隊殊榮。2023年4月，班加西勝利簽下瓊斯。2023年6月，東聖多明哥太陽引進瓊斯。2024年3月，瓜薩維修道士引進瓊斯。12月10日，菲律賓籃球協會生力啤酒人引進瓊斯參加PBA委員盃。12月21日，生力啤酒人引進贾巴里·纳尔奇斯取代瓊斯參加PBA委員盃。

## 外部連結
- 托倫·瓊斯在NBA G聯盟官網（英语）
- 托倫·瓊斯在Basketball-Reference.com（NBA G聯盟）（英语）
- 托倫·瓊斯在Sports-Reference.com（NCAA）（英语）
- 托倫·瓊斯在Eurobasket.com（球員）（英语）
- 托倫·瓊斯在Proballers（英语）
- 托倫·瓊斯在RealGM（英语）
- 托倫·瓊斯在Flashscore（英语）
- . Interperformances.com.   [2024-12-15]. （原始内容存档于2025-04-17）.